# IV. Fliegerkorps
Das IV. Fliegerkorps war ein Großverband der Luftwaffe der Wehrmacht im Zweiten Weltkrieg.

## Geschichte

### Aufstellung
Das IV. Fliegerkorps wurde am 11. Oktober 1939 in Düsseldorf aus der 4. Flieger-Division gebildet.

### 1940
Im Jahre 1940 nahm das Korps unter dem Kommando der Luftflotte 2 am Westfeldzug teil. Dazu standen dem Korps am 10. Mai 339 Flugzeuge zur Verfügung, bestehend aus 327 Kampf- und 12 Aufklärungsflugzeugen.
Am 3. Juni beteiligte es sich mit seinen Bomberverbänden am Unternehmen Paula, um die im Raum Paris vorhandenen Flugplätze und Flugzeugfabriken durch Luftangriffe zu zerstören. Ab Juli stand es unter dem Kommando der Luftflotte 3 und nahm an der Luftschlacht um England teil. Dazu standen dem Korps am 7. September mindestens 392 Flugzeuge zur Verfügung, bestehend aus 247 Kampf- und 145 Sturzkampf- sowie weitere Flugzeuge anderer Art.

### 1941
Im Juni 1941, in Vorbereitung des Überfalls auf die Sowjetunion, verlegte das Korps zur Luftflotte 4 in den Südabschnitt der Ostfront. Nach Beginn des Angriffs am 22. Juni griff das Korps drei Tage lang, mit allen verfügbaren Kräften, sowjetische Militärflugplätze an. In dieser Phase wurden die Bomber täglich vier- bis sechsmal, die Sturzkampfbomber sieben- bis achtmal und die Jäger fünf bis achtmal eingesetzt. Anschließend unterstützten die fliegenden Verbände des Korps, im Rahmen des Unternehmens München, die 11. Armee und die rumänische 3. und 4. Armee bei ihrem Vormarsch in Richtung Krim. Nachdem das Korps ab Mitte Juli Luftangriffe auf Flugplätze auf der Krim durchführte (z. B. Saky), unterstützte es ab dem 16. September die 11. Armee bei der Eroberung der Krim. Insbesondere an der Landenge von Perekop, die den Eingang zur Krim darstellte, kam es zu Stellungskämpfen am Boden und entsprechenden Luftangriffen. Dazu war das Korps auf 6 Bomber-, 3 Sturzkampf-, 2 Schlachtflieger- und 5 Jagdgruppen verstärkt worden. Nachdem deutsche Verbände die Krim, mit Ausnahme der Seefestung Sewastopol, besetzt hatten, gelang es der Roten Armee mit der Anlandung von Truppen über die Straße von Kertsch hinweg, in der Kertsch-Feodossijaer Operation die Halbinsel Kertsch zu befreien. Auch hier intervenierte das Korps durch Luftangriffe auf die anlandenen Truppen und den Schiffsverkehr. Das Korps führte zunächst auch Luftangriffe über dem Schwarzen Meer auf die sowjetische Schifffahrt durch, bis am 1. Dezember der Fliegerführer Süd diese Aufgabe übernahm.

### 1942
Auch im Jahr 1942 blieb das Korps im Süden der Ostfront unter der Luftflotte 4 stationiert. Bei der am 12. Mai 1942 startenden Zweiten Schlacht um Charkow, spielte es eine wichtige Rolle, als es beim deutschen Gegenangriff mit seinen Sturzkampf- und Schlachtfliegerverbänden, zugunsten der 17. Armee intervenierte. Nach dem Beginn des Unternehmens Blau unterstützte es in der I. Phase die 6. Armee, bevor es zusammen mit der 17. Armee und der 1. Panzerarmee in Richtung Kaukasus vorging. Infolge der sowjetischen Operation Saturn musste es sich Anfang Dezember 1942 aus dem Kaukasusgebiet zurückziehen. Bei dem anschließenden Angriff des LVII. Panzerkorps der 4. Panzerarmee, mit dem Ziel die eingeschlossene 6. Armee aus der sowjetischen Umklammerung zu befreien, sollte es seine gesamten verfügbaren Kräfte einsetzen. So standen am 10. Dezember, zwei Tage vor Beginn des Unternehmens Wintergewitter, 179 Flugzeuge jeglicher Art bereit.

### 1943
Auch das Folgejahr war von Abwehrschlachten im Süden der Ostfront gegen die vorrückende Rote Armee geprägt. So stemmten sich die Verbände des Korps, Mitte Juli bis Anfang August 1943 zunächst erfolgreich, gegen die sowjetische Donez-Mius-Offensive zur Befreiung des Donezbeckens. Dabei unterstützte es durch Luftangriffe die beiden Angriffskeile des XXIV. Panzerkorps (23. Pz.Div. und 16. Pz.Gren.Div.) und des II. SS-Panzerkorps (SS-Pz.Gren.Div. „Reich“ und „Totenkopf“ und 3. Pz.Div.)

### 1944
Ab Dezember 1943 war es der Luftflotte 6 im Mittelabschnitt der Ostfront unterstellt. Dem Korps wurde der größte Teil der noch an der Ostfront verfügbaren Kampffliegerverbände unterstellt. Unter der Tarnbezeichnung des Korps, Auffrischungsstab Ost sollten die Besatzungen 6 bis 8 Wochen intensiv geschult werden und dann im Rahmen des Unternehmens Aktion Rußland, Luftangriffe auf die sowjetische Rüstungsindustrie weit hinter der Front durchführen. Da die dafür benötigten Flugplätze infolge des Rückzugs zunehmend verlorengingen, kam es zu keinen strategischen Bombardements im russischen Hinterland. Stattdessen bombardierten die Verbände des Korps, insbesondere die Kampfgeschwader 3, 4, 27, 53 und 55 mit rund 350 Bombern mehr als drei Monate lang Eisenbahnziele hinter der Front. Das erste Ziel dieser Art war der Eisenbahnknoten Sarny, der am 27. März zur Nachtzeit angegriffen wurde.
Nach einem Luftangriff alliierter Bomber, im Rahmen der Operation Frantic, auf das Hydrierwerk Schwarzheide am 21. Juni 1944, ließen die Alliierten 114 Langstreckenbomber des Typs Boeing B-17 auf den Flugplatz Poltawa in der Sowjetunion landen. In der Nacht des 22./23. Juni griff das Korps, mit den Kampfgeschwadern 4, 27, 53 und 55 den Flugplatz an und zerstörte 43 B-17 am Boden. Weitere 26 wurden beschädigt, dazu zwei Douglas DC-3/C-47 sowie ein Begleitjäger vom Typ P-38 Lightning. Dazu wurden noch 15 sowjetische Jak-9 und 6 Jak-7 am Boden zerstört. Außerdem wurden ein Munitionsdepot und 900.000 Liter Flugbenzin vernichtet.
Infolge der sowjetischen Operation Bagration, bei der sich die gesamte Heeresgruppe Mitte zurückziehen musste, kam es überwiegend zu Luftangriffen auf Verschiebebahnhöfen und Eisenbahnstrecken. Am 16. September wurde das Korps in die Dienststelle des Kommandierenden Generals der Deutschen Luftwaffe in Dänemark umgebildet und nach Dänemark verlegt.

## Personen

### Kommandierender General
| Dienstgrad          | Name           | Datum                                    |
| ------------------- | -------------- | ---------------------------------------- |
| General der Flieger | Alfred Keller  | 11. Oktober 1939 bis 19. August 1940     |
| Generalmajor        | Curt Pflugbeil | 20. August 1940 bis 24. August 1943      |
| Generalleutnant     | Rudolf Meister | 4. September 1943 bis 16. September 1944 |

### Chef des Stabes
| Dienstgrad     | Name                           | Datum                                   |
| -------------- | ------------------------------ | --------------------------------------- |
| Oberstleutnant | Alexander Holle                | 11. Oktober 1939 bis 19. Dezember 1940  |
| Oberst         | Josef Kammhuber                | 19. Dezember 1939 bis 27. Dezember 1939 |
| Oberst         | Alexander Holle                | 27. Dezember 1939 bis 31. Januar 1940   |
| Oberst         | Hans-Detlef Herhudt von Rohden | 20. Februar 1941 bis 30. September 1941 |
| Major          | Alarich Hofmann                | 19. August 1941 bis 25. Juli 1942       |
| Oberst         | Torsten Christ                 | 26. Mai 1942 bis 23. Februar 1943       |
| Oberstleutnant | Ernst Kusserow                 | 25. August 1942 bis 25. Oktober 1942    |
| Oberstleutnant | Anselm Brasser                 | 23. Februar 1943 bis 30. November 1943  |
| Oberst         | Walter Storp                   | 1. Dezember 1943 bis 31. Mai 1944       |
| Oberstleutnant | Werner-Ernst Hoffmann          | 31. Mai 1944 bis Juni 1944              |

### Erster Generalstabsoffizier
| Dienstgrad | Name            | Datum                                  |
| ---------- | --------------- | -------------------------------------- |
| Major      | Alarich Hofmann | 19. Dezember 1939 bis 28. Oktober 1940 |
| Major      | Alarich Hofmann | 25. März 1941 bis 19. August 1941      |
| Hauptmann  | Wilhelm Knapp   | 10. Oktober 1941 bis 20. Dezember 1941 |
| Major      | Wilhelm Knapp   | 10. April 1943 bis ?                   |

## Unterstellung
| Unterstellung | von              | bis            |
| ------------- | ---------------- | -------------- |
| Luftflotte 2  | 11. Oktober 1939 | Juli 1940      |
| Luftflotte 3  | Juli 1940        | Juni 1941      |
| Luftflotte 4  | Juli 1941        | Dezember 1943  |
| Luftflotte 6  | Dezember 1943    | September 1944 |

## Unterstellte Verbände
| 10. Mai 1940 | |
| --- | --- |
| 10. Mai 1940 | Stab, I., II. und III./Lehrgeschwader 1; Stab, I., II. und III./Kampfgeschwader 30; Stab, I., II. und III./Kampfgeschwader 27; 1./Fernaufklärungsgruppe 121 |
| 13. August 1940 | |
| Stab, I., II. und III./LG 1; Stab, I., II. und III./Kampfgeschwader 27; Kampfgruppe 806; Nahaufklärungsgruppe 31; Nahaufklärungsgruppe 41 | |
| 22. Juni 1941 | |
| Stab, I., II. und III./Kampfgeschwader 27; II./Kampfgeschwader 4; II. und III./Jagdgeschwader 77; I./Lehrgeschwader 2; 3./Fernaufklärungsgruppe 121 | |
| Juni 1944 | |
| Stab, II. und III./Kampfgeschwader 4; Stab, I. und III./Kampfgeschwader 27; Stab, I., II. und III./Kampfgeschwader 53; Stab, I., II. und III./Kampfgeschwader 55; 1./Fernaufklärungsgruppe 100; Stab und 3./Nachtaufklärungsgruppe 4, 12./Nachtaufklärungsgruppe 13 | |

Anmerkungen
1. ↑  Bedeutung der Abkürzungen, siehe Organisation der Geschwader